# San Mauro Castelverde
San Mauro Castelverde é uma comuna italiana da região da Sicília, província de Palermo, com cerca de 1.737 habitantes. Estende-se por uma área de 114 km², tendo uma densidade populacional de 15 hab/km². Faz fronteira com Castel di Lucio (ME), Castelbuono, Geraci Siculo, Pettineo (ME), Pollina, Tusa (ME).

## Demografia
| Variação demográfica do município entre 1861 e 2011                               |
|                                                                                   |
| Fonte: Istituto Nazionale di Statistica (ISTAT) - Elaboração gráfica da Wikipedia |

### Geminações
- Quilmes, Argentina;
- Rush, Irlanda